# Meriola balcarce
Espèce
Meriola balcarce est une espèce d'araignées aranéomorphes de la famille des Trachelidae.

## Distribution
Cette espèce est endémique de la province de Buenos Aires en Argentine,. Elle se rencontre dans la Sierra La Vigilancia et la Sierra de Tandil.

## Description
Le mâle holotype mesure 4,06 mm.

## Étymologie
Son nom d'espèce lui a été donné en référence au lieu de sa découverte, l'arrondissement de Balcarce.

## Publication originale
- Platnick & Ewing, 1995 : « A revision of the tracheline spiders (Araneae, Corinnidae) of southern South America. » American Museum Novitates, no 3128, p. 1-41 (texte intégral).